# یلوه (سرده)
یلوه (سرده) (نام علمی: Mesitornis) نام یک سرده از تیره یلوه پادراز است.

## گونه‌ها
- White-breasted mesite, Mesitornis variegata
- Brown mesite, Mesitornis unicolor